# HAPPY HAPPY HALLOWEEN LIVE 2010
『HAPPY HAPPY HALLOWEEN LIVE 2010』（ハッピー・ハッピー・ハロウィーン・ライブ・2010）は、倉木麻衣のライブビデオ及び、2010年10月9日に開催された同名のライブ。通算12枚目の映像作品で、2011年10月19日発売。

## 概要
DVDの概要
2010年10月9日にさいたまスーパーアリーナで開催された「HAPPY HAPPY HALLOWEEN LIVE2010」を完全収録したライブDVD。「HAPPY HAPPY HALLOWEEN LIVE 2010」で披露された全楽曲の他に、同年12月31日に開催された「Mai Kuraki COUNTDOWN LIVE 10-11 “FUTURE LOVE IT”」から5曲が収録された。
HAPPY HAPPY HALLOWEEN LIVE 2010の概要
2009年に続いて2年連続の開催。元々のライブの日付は10月28日の倉木自身の誕生日であったが、休日でないことで参加しにくいという事が起因して日付が変更された。それに伴って会場も、横浜アリーナからさいたまスーパーアリーナへ変更されている。
本公演にはカナダのサーカス団「シルク・ドゥ・ソレイユ」が特別参加して、倉木の楽曲に合わせて様々なパフォーマンスを繰り広げた。また、マイケル・アフリックがゲスト出演している。「NEVER GONNA GIVE YOU UP」「boyfriend」の他に、自身のソロ曲「You were right」を披露した。9枚目のアルバム『FUTURE KISS』から、「Tomorrow is the last Time」、「I scream!」、タイトルトラックの「FUTURE KISS」が初披露となった。ジャズの名曲「Cry Me a River」を初披露した。「夢が咲く春」はトランス調にアレンジされたものが披露された。
後にライブの定番グッズとなるライトグッズ「Mai-K Light（MK-Lightとも）」がこのライブより販売された。

## 収録曲

### Disc 1
- 『HAPPY HAPPY HALLOWEEN LIVE 2010』(さいたまスーパーアリーナ 2010年10月9日)

1. Fairy tale 〜my last teenage wish〜
2. Drive me crazy
3. Revive
4. If I Believe
5. P.S♡MY SUNSHINE
6. Secret of my heart
7. Voice of Safest Place
8. Tomorrow is the last Time
9. Cry Me a River （カバー曲）
10. Tonight, I feel close to you
11. Don't leave me alone
12. NEVER GONNA GIVE YOU UP
13. boyfriend
14. You were right （Michael Africkのソロ）
15. 夢が咲く春
16. I scream!
17. LOVE SICK
18. Come on! Come on!
19. ダンシング

### Disc 2
- 『HAPPY HAPPY HALLOWEEN LIVE 2010』(さいたまスーパーアリーナ 2010年10月9日)

1. PERFECT CRIME
2. Growing of my heart
3. PUZZLE
4. touch Me!
5. FUTURE KISS
6. Love, Day After Tomorrow
7. 不思議の国
8. chance for you
9. anywhere
10. always
11. SUMMER TIME GONE
12. Diamond Wave

- Bonus Track『COUNTDOWN LIVE 10-11 〜FUTURE LOVE IT〜』(パシフィコ横浜 国立大ホール 2010年12月31日)

1. sound of rain
2. I scream!
3. ベスト オブ ヒーロー
4. Feel fine!
5. FUTURE KISS